# 4822 Karge
Karge (asteróide 4822) é um asteróide da cintura principal, a 1,833239 UA. Possui uma excentricidade de 0,1860025 e um período orbital de 1 234,5 dias (3,38 anos).
Karge tem uma velocidade orbital média de 19,8469936 km/s e uma inclinação de 4,04845º.
Este asteróide foi descoberto em 4 de Outubro de 1986 por Edward Bowell.